# Air Costa Rica
Air Costa Rica era la compagnia aerea di bandiera della Costa Rica ed aveva sede presso l'aeroporto internazionale Juan Santamaría di San José. La compagnia aerea era sussidiaria di Air Panama, ha ricevuto il certificato di operatore aereo nel luglio 2015 e avrebbe dovuto iniziare le operazioni di volo nel dicembre successivo, ma la data di inizio attività è stata più volte spostata fino al febbraio 2017.

## Flotta
Ad agosto 2018 la flotta della compagnia era composta da un unico velivolo: